# 藤原公則
藤原 公則（ふじわら の きんのり）は、平安時代後期の貴族。藤原北家利仁流、民部少輔・藤原伊伝の子。官位は従四位下（または従四位上）、伊賀守。

## 経歴
藤原道長の家司を務め「近習」と呼ばれた。寛弘年間（1004年-1013年）に従五位下・下野権守に叙任されると、以降は信濃守・肥後守・尾張守・河内守・駿河守・伊賀守など、一条・三条・後一条・後朱雀・後冷泉の五朝に亘って受領を歴任。
信濃守在任時の長和2年（1013年）道長の外孫である敦成親王（後の後一条天皇）と敦良親王（後の後朱雀天皇）にそれぞれ馬を献上している。また、関戸院の預ともなっており、治安3年（1023年）には高野山参詣から帰途に着く際の道長を同院において饗応している。
そのほか、後朱雀朝の長久元年（1040年）には乱立する荘園に憂い、それを阻止すべく荘園の停止を朝廷に訴えるといった活動を行っている。これを契機として、同年の長久の荘園整理令を皮切りに数度に亘り荘園整理令が発令された。長久2年（1041年）三条の邸宅が焼亡の憂き目に遭っている。

## 官歴
- 長保2年（1000年） 4月1日：見中務丞[2]
- 寛弘元年（1004年） 10月8日：見民部丞[2]
- 時期不詳：従五位下
- 寛弘5年（1008年） 9月13日：見下野権守[7]
- 寛弘7年（1010年） 11月28日：従五位上（家司）[1]
- 寛弘9年（1012年） 8月11日：信濃守[8]
- 時期不詳：肥後守[9]
- 時期不詳：尾張守[10]
- 長元4年（1031年） 3月26日：見河内守[1]
- 長久2年（1041年） 2月26日：見駿河守[11]
- 永承4年（1049年） 9月10日：見伊賀守[12]

## 系譜
- 父：藤原伊伝
- 母：不詳
- 養父：源章経 - 源兼宣の子
- 生母不明の子女
  - 男子：藤原公員（または公貞）
  - 男子：藤原兼則
  - 男子：忠念（坂戸禅師）
  - 養子：藤原則経 - 実は藤原惟忠の子

河内守・源章経の養子となって源姓を称したといわれる。子息のうち公貞の系統が河内坂戸を地盤として河内源氏に臣従し坂戸源氏と呼ばれたほか、則経の系統は利仁流の大族である後藤氏となった。